# Image23
『image23 vingt-trois』（イマージュ23・ヴァントロワ）は、2023年8月23日にソニー・ミュージックジャパン インターナショナル（ソニー・クラシカル）から発売されたニューエイジ・ミュージックのコンピレーション・アルバム『image』シリーズの第23弾。規格品番：SICC-30727。『Image22』から一年ぶりの発売となる。

## 収録曲
1. ティボー・コーヴァン「autrement I」
作曲：ジョーダン・コーバン
2. エスター・アブラミ「竈門炭治郎のうた」
作曲：椎名豪　編曲：ジャン・ピーター・クロプフェル
3. 加古隆「ジブラルタルの風」
作曲：加古隆
4. 葉加瀬太郎「組曲 もうひとつの京都 第2曲 懐かしの里山へ」
作曲：葉加瀬太郎　編曲：大島俊一
5. 青木望「終曲-別離そして新たなる出発」
作曲・編曲：青木望
劇場版「銀河鉄道999」オリジナル・サウンドトラックより
6. アレクシス・フレンチ「愛に生きる feat. 沖仁」
作曲・編曲：アレクシス・フレンチ
7. 宮本笑里「ニライカナイ」
作曲・編曲：宮本笑里
monogatary.com「あなたにとって特別な場所・残したい風景」コラボ曲
8. ゴンチチ「無能の人」
作曲・編曲：チチ松村
映画「無能の人」オリジナル・サウンドトラックより
9. image meets Amadeus Code「nirvana」
作曲・編曲：image meets Amadeus Code
10. 東海林修：「再会〜LOVE THEME〜」
作曲・編曲：東海林修
映画「さよなら銀河鉄道999-アンドロメダ終着駅-」オリジナル・サウンドトラックより
11. フランチェスコ・トリスターノ「グラウンド」
作曲：ギボンズ
12. 沖仁「キリアの町 feat. アレクシス・フレンチ」
作曲・編曲：沖仁
13. Aura「美しい夜、おお恋の夜-ホフマンの舟歌-」
作曲：オッフェンバック　編曲：長生淳
14. 石井琢磨「ピカデリー」
作曲：サティ
15. 小松亮太「草原のマルコ」
作曲：坂田晃一　編曲：小松亮太
「母をたずねて三千里」主題歌カバー
16. マーシン「ムーンライト・ソナタ」
作曲：ベートーヴェン　編曲：マーシン
17. 佐賀龍彦・高島健一郎・石井琢磨「新しい季節（春の流れ）」
作詞・編曲：神山薫　作曲：ラフマニノフ
BSフジ「木島櫻谷展・山水夢中」テーマ曲
18. 羽毛田丈史「追憶〜亡き王女のパヴァーヌより〜」
作曲：羽毛田丈史・ラヴェル　編曲：羽毛田丈史
NHKスペシャル「見えた 何が 永遠が～立花隆 最後の旅～」テーマ曲
19. REAL TRAUM「アヴェ・ヴェルム・コルプス」
作曲：モーツァルト　編曲：REAL TRAUM